# アルピーヌ・A110

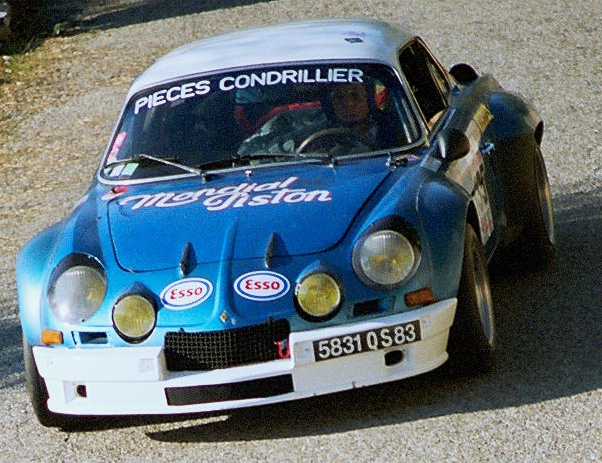
アルピーヌ・A110
1800 グループ4

アルピーヌ・A110（Alpine A110 ）は、フランスの自動車製造会社、アルピーヌが製造していた自動車である。

## 概要

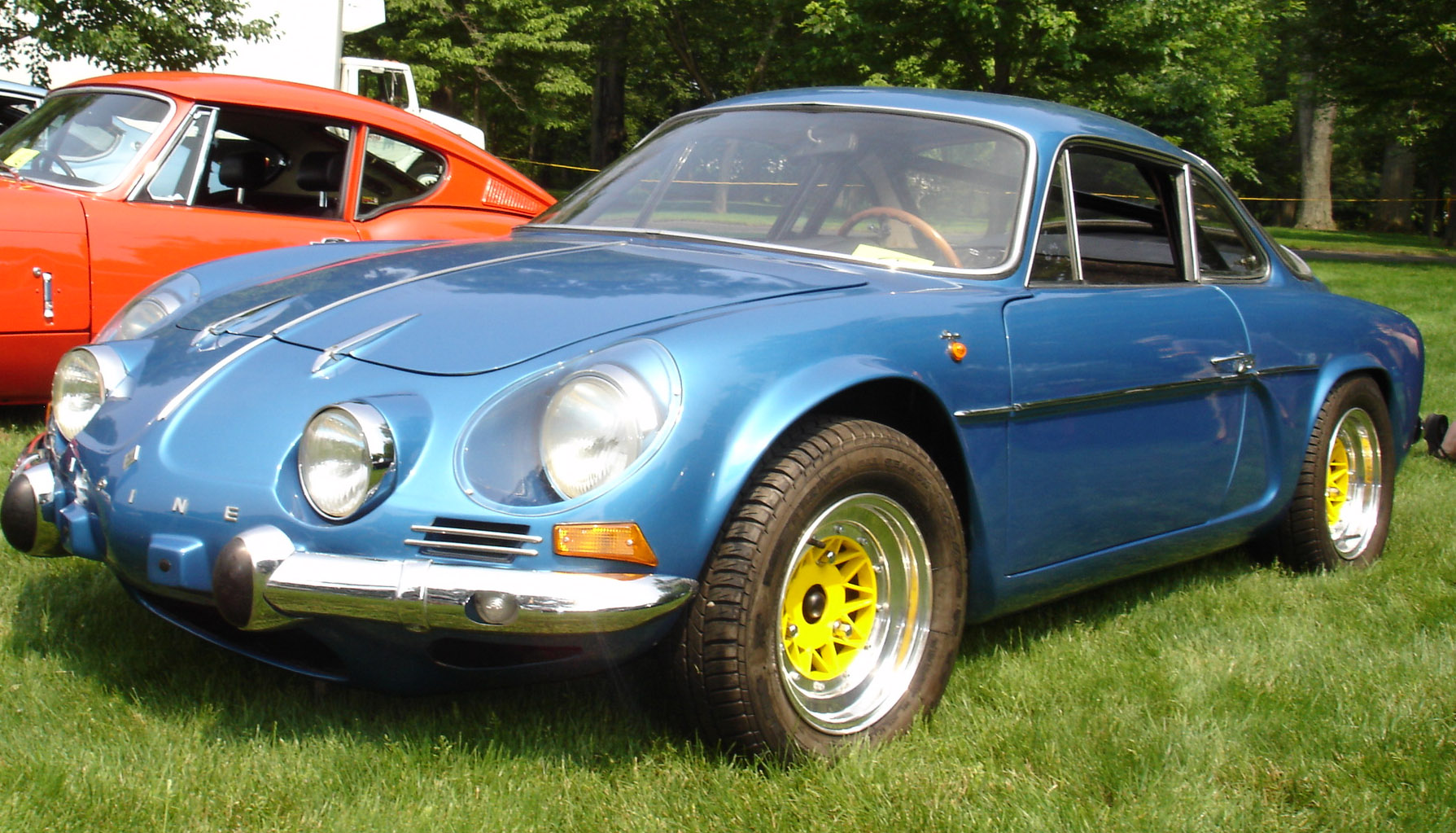
FASAルノー A110スペイン製

フランス製造のA110のみ、1100ゴルディーニ、1300ゴルディーニ、1600S/SC/SXが、スペイン製造では1300VC、4速仕様で、スペイン製造のみ後期にルノー 5・アルピーヌのエンジンが搭載された。
構成は、鋼管バックボーンタイプのシャシにFRPモノコックボディが被せられ、前方はFRPがシャシの一部に張り込まれ、後方ではリベットを併用し、一部FRPが張り込まれて固定されている。
A110　1100、1100ゴルディーニ、1300VC　1300G/S（フロントラジエーター仕様が存在する）では、ベース車がドーフィンからルノー・8に変更され、サスペンションは前後共にR8のモノショック（一本/一輪）から2本に強化された（初期A110の一部にはモノショックが存在する）。冷却方式にもR8の特徴が受け継がれており、ラジエターは車体最後部に位置し、冷却気は車体後部左右上面のエアインテークから取り入れ、ラジエーターを後から前へ抜け、エンジンルーム前側の下面から排出される。走行風による吸引効果を最大限生かすため、車体下面はスムーズに形成されている。1300G/Sの一部と1600系はリアラジエターではなく、フロントノーズにラジエーターを移動した。
R8の1100ccに始まり、その後1100cc、1100ゴルディーニ、1300VC及び1300G/Sにはゴルディーニエンジン搭載、1600にもゴルディーニエンジンを搭載し、1973年には、A310のリヤ・サスペンションを使ったSC、SIなどのエボリューションモデルが生まれた。
バックボーンフレームのシャシとFRP製ボディの組み合わせにより標準的な車重は1600Sが約730kg、1600SCが約840kgと非常に軽く、最終型のSXでも850kgを超える程度である。また競技用車両はFRPの積層数（プライ数）が少なく作られており、快適装備や内装トリムの省略など、その他の軽量化もあって50 - 100kgほど軽くなっていた。
数々のラリーで優勝をはじめ、多くの好成績を収めたA110の最大の武器は、RRによる絶大なトラクションとライバル達に比べ圧倒的に軽量な車重であり、これによりラリー界を席巻し、アルピーヌ・ルノーは1973年に初代WRCマニファクチャラー・チャンピオンの栄誉に輝いた。
※フランス製造のA110に関するデータが元となっているため、他国ノックダウン生産の同車種とは一致しない。
1971年には後継となるA310が登場したが、A110の生産は1977年まで続けられた。生産終了から40年後の2017年、本車をモチーフとした新型A110が発表された。

## 年表
フランス生産では
- 1963年 - ベルリネッタ、カブリオレ、GT4発売
- 1964年 - 1108cc発売
- 1965年 - 1100ゴルディーニ、OHV・クロスフローエンジン搭載
- 1966年 - 1300ゴルディーニ・エンジン搭載
- 1967年 - 1500、1300S、G、V70、V100の5車種となる。
- 1968年 - 1600S、V85（1300VC）発売、特徴的な埋め込み式補助ライトが装備されたのもこの年から。
- 1969年 - ディエップの工場で生産開始
- 1971年 - 競技用の1600S グループ4（1600GS）発売
- 1973年 - 1800VA、1600VD（1600SC、1600SI）生産台数500台＋、1800VBGR4、生産5台のみ（基本は1600VD発売
- 1975年 - 1300VC、1600VD生産終了
- 1977年7月 - 生産終了。

## ノックダウン/ライセンス生産
- スペイン（FASAルノー） - 生産台数不明 (en: FASA-Renault)
- メキシコ（ディナルフィン） - 生産台数不明
- ブラジル（インテルラゴス）(pt: Willys Interlagos)
- ブルガリア (ブルガラルピーヌ) (en: Bulgaralpine)